# Benedetto Zaccaria
Pour les articles homonymes, voir Zaccaria.
Benedetto Zaccaria (né v. 1248 - mort en 1307) était un navigateur génois du Moyen Âge, qui utilisait ses navires pour faire du commerce à travers la Méditerranée, entre l'Orient et l'Occident. Il fut, à différentes époques de sa vie, un diplomate, un aventurier, un mercenaire et un homme d'État. Il était également négociant et faisait régulièrement le transit de marchandises entre Gênes, Bruges et Venise.

## Biographie
En 1275 Benedetto Zaccaria et son frère Manuel se rendent en Orient et obtiennent en fief de l’empereur byzantin le territoire de Phocée qui recèle d’importants gisements d’alun. Ils organisent le trafic de l’alun avec la république de Gênes et luttent contre les pirates de la mer Égée. En 1284, il est commandant de la flotte de Gênes qui bat la république de Pise à la bataille de la Meloria.
En 1286, Benedetto Zaccaria poursuit jusqu’à Tunis des pirates pisans. Les fonctions politiques qu’il occupe ensuite à Tripoli de Syrie lui permettent de pourchasser les pirates musulmans. Le roi de Castille lui accorde alors en fief Puerto Santa Maria, face à Cadix, cité qui servira d’escales à ses navires se rendant dans l’Atlantique. Philippe le Bel le nomme amiral de sa flotte construite aux clos aux galées de Rouen.
Reparti en Orient, il s’empare de Chios, que l'Empereur lui concède en fief (1303), obtenant le monopole du mastic.